# Młynki (gmina Działoszyn)
Młynki – wieś w Polsce, w województwie łódzkim, w powiecie pajęczańskim, w gminie Działoszyn.
Do 2023 miejscowość była częścią wsi Kiedosy.
W latach 1975–1998 Młynki administracyjnie należały do województwa sieradzkiego.
W Młynkach urodził się ks. prof. dr hab. Jan Związek.